# Uduguczin
Uduguczin (ros. Удугучин) – wieś (sieło) w Rosji, w Udmurcji, w rejonie uwińskim. W 2010 liczyła 1018 mieszkańców.